# Заремба, Пётр
Пётр Заре́мба (пол. Piotr Zaremba; 10 июня 1910, Гейдельберг, Германская империя — 8 октября 1993, Щецин, Польша) — польский учёный-урбанист, муниципальный деятель. Академик Польской академии наук.

## Биография
Пётр Заремба родился 10 июня 1910 года в городе Гейдельберге.
Окончил строительный факультет Львовского университета. Работал в Познани техником и садовником городской дирекции садов. Во время сентябрьской кампании 1939 был заместителем коменданта ПВО в Познани. В 1945 — начальник бюро регионального планирования Западного Поморья, располагавшегося в Познани.
В 1945—1950 — президент Щецина (до 1945 — Штеттин), переданного Польше по решению Потсдамской конференции. Прибыл в Штеттин ещё до окончания войны, 28 апреля 1945, вскоре после занятия его советскими войсками (26 апреля). Активно боролся за расширение польского присутствия в городе, будущая принадлежность которого ещё не была определена. Официально вступил в должность президента города 5 июля 1945. Внёс значительный вклад в послевоенную реконструкцию и благоустройство Щецина. Разрушенная во время войны центральная часть Щецина была существенно перестроена (в результате чего она во многом утратила облик старого немецкого города), но при сохранении основных памятников архитектуры, в том числе замка померанских герцогов.
Был профессором Вроцлавского, а затем Щецинского политехнического института. В 1960—1962 — декан факультета архитектуры и строительства, в 1962—1965 — ректор Щецинского политехнического института. Доктор honoris causa Познанского политехнического института (1989). Член-корреспондент (1967) и академик (1976) Польской академии наук. Автор многочисленных работ в области урбанистики, архитектуры, пространственного планирования и методики преподавания, а также истории Щецина. Занимался проблемами ландшафтного дизайна. Работал над градостроительными проектами для стран Азии, Африки и Латинской Америки.
Во второй половине 1980-х годов был членом Консультативного совета при председателе Государственного совета Войцехе Ярузельском. Награждён орденом Строителей Народной Польши.
Портрет Петра Зарембы помещён на польской марке, выпущенной в 1985. Его именем названа построенная в Щецине в 1978—1996 Замковая трасса. По данным опроса, проведённого изданием «Газета выборча» в 1999, он был назван самым популярным деятелем Щецина XX века.